# Morivione
Morivione (Morivion in dialetto milanese, AFI: [muriˈviũː]) è un quartiere  di Milano sito nella parte meridionale della città, appartenente al  Municipio  5 e al NIL n. 37 "Morivione". 
In precedenza borgo rurale facente parte dei Corpi Santi di Milano, venne annesso al comune di Milano nel 1873.
Il quartiere è noto per essere stato, in passato, la zona in cui i milanesi andavano a festeggiare San Giorgio, il 23 aprile di ogni anno, tradizionalmente bevendo latte e mangiando il pan meino (pane di miglio dolce, in dialetto pan de mej).

## Storia
L'antico borgo di Morivione si sviluppava attorno all'omonima cascina, con annessa cappella, che si trovava al numero 5 dell'attuale via Corrado il Salico, all'incrocio con via Verro. È qui che secondo la tradizione sarebbe morto nel 1339 il temibile Vione, un uomo sanguinario a capo di un gruppo di banditi, che sarebbe stato ucciso dai lancieri del Duca di Milano (probabilmente Azzone Visconti). Nel luogo in cui si riteneva che questi fosse deceduto, sarebbe stata posta una pietra, sulla quale era scritto «Qui morì Vione», da cui sarebbe poi derivato il nome della località.

## Infrastrutture e trasporti
Il quartiere di Morivione è lambito a nord dalla circonvallazione esterna (della 90/91) ed è attraversato, da nord a sud, dall'asse Via Bazzi-Via Ferrari, dal tratto iniziale della strada provinciale 412 della Val Tidone che collega Milano al Passo del Penice (ufficialmente la denominazione di strada provinciale comincia presso il confine con il comune di Opera).
Varie linee di autobus, di filobus e una tram (in particolare, la cosiddetta Metrotramvia Sud), gestite da ATM, collegano Morivione ai quartieri limitrofi e al centro di Milano.
Il Piano Urbano della Mobilità Sostenibile (PUMS) del 2015, presentato dal comune di Milano, avanzava l'ipotesi della costruzione di nuove stazioni ferroviarie lungo la cintura ferroviaria, tra cui, la stazione di Tibaldi.
La stazione è poi stata effettivamente realizzata e attivata nel dicembre 2022.